# 上海市反电信网络诈骗中心
上海市反电信网络诈骗中心簡稱上海市反诈中心，是中華人民共和國上海市的一個打击电信詐騙和网络詐騙的平台，它位於上海市公安局刑事侦查总队的辦公地點，它也是中華人民共和國6个「打击治理电信网络新型违法犯罪研判中心」之一。上海市反诈中心由上海市公安局会同上海市通信管理局、上海银监局、中國人民银行上海总部等共同筹建，同時商业银行、通信运营商、金融清算机构和第三方支付机构联合入驻。

## 運作
在上海市反电信网络诈骗中心成立之前，电信诈骗受害人报案，需要经过笔录询问与立案程序，警方对银行账户的调查耗时冗長。
上海市反电信网络诈骗中心平台成立後，可以与報警平台110以及市民热线12345对接，受害人通过110报案的过程中，上海市反电信网络诈骗中心就会同步进行甄别。在判断报警人的確遭受诈骗后，第一时间讓银行特派员对涉案银行账户进行查询、止付和冻结。上海市反电信网络诈骗中心還可以事前预警拦截、事中发现劝阻。

## 歷史
上海市反电信网络诈骗中心成立于2016年3月，7月正式运行。2018年5月1日起，上海市反电信网络诈骗中心启用 「962110」号码作为該平台防范劝阻電信詐騙的电话和短信统一专号。962110是一个呼出号码，不接受报警。